# 龙蚕镇
龙蚕镇，是中华人民共和国四川省南充市蓬安县下辖的一个乡镇级行政单位。

## 行政区划
龙蚕镇下辖以下地区：
龙蚕社区、尖坡村、狮儿村、跌马桥村、一碗水村、石庙沟村、苏家坡村、建设村、卿家坝村、万坤坝村、千丘磅村、鹭鸶田村、普光村、金家沟村、冯家坡村、龙洞沟村和大树沟村。